# 美國民間航空巡邏隊
美国民间航空巡逻队（英語：Civil Air Patrol）是由美国国会批准，由联邦政府资助的非营利机构，同时也是美国空军的民间附属机构。美国民间航空巡逻队的成员来自不同的背景和行业。美国国会要求美国民间航空巡逻队执行三个主要任务：紧急情况支援，包括空中和地面的搜索和救援以及灾难救助；航空航天教育，包括对普通公众以及青年；和针对青少年的预备学员课程。近年来，美国民间航空巡逻队又担当了部分国土安全和某些政府机构的快递服务。美国民间航空巡逻队同时参与和空军任务无关的活动，例如支持当地警方和红十字会。美国民间航空巡逻队根据美国法典第10卷建立，其目的由美国法典第36卷确定。